# Mystery Quest
Mystery Quest  é um jogo de videogame lançado pela Taxan e DOG em 1987 no Japão e 1989 na América do Norte. No Japão, o jogo foi lançado com o nome Hao-kun no Fushigi na Tabi.

## História
Como meu aprendiz, você tem estudado muito tempo para dominar os segredos da magia. Agora chegou a hora de provar a si mesmo. Você deve viajar para os quatro Castelos Mistério, em busca de quatro talismãs mágicos. Você terá de enfrentar muitos perigos ao longo do caminho: os castelos estão cheias de passagens subterrâneas e labirintos intrincados, onde você pode se perder para sempre! E criaturas estranhas rondando os castelos, pronto para dar o bote em cima de você quando você menos espera! Mas você vai encontrar poderes mágicos escondidos ao longo do caminho, para ajudá-lo nessa busca Mistério. Os talismãs mágicos que você procura são os maiores presentes que o homem conhece: a riqueza, a sabedoria, a felicidade, e paz. Vá agora, completar a sua missão, e provar que você é tão grande mago como eu!